# Monsieur Fall
Albums de Lefa
Visionnaire
(2016)
Mixtapes de Lefa
#TMCP
(2016)
Singles
1. Intro
Sortie : 5 juin 2015
2. Quelques minutes
Sortie : 18 septembre 2015
3. Masterchef 
Sortie : 16 octobre 2015
4. 20 ans
Sortie : 19 novembre 2015
5. En terrasse 
Sortie : 22 janvier 2016
6. Dernier arrêt
Sortie : 16 mars 2016
7. Rappelle-la 
Sortie : 16 avril 2016
8. Reste branché 
Sortie : 27 juin 2016
9. Grandi trop vite 
Sortie : 29 juillet 2016

Monsieur Fall est le premier album solo de Lefa sorti le 29 janvier 2016. Il contient 18 titres. 6 mois après sa sortie dans les bacs, son album est certifié disque d'or en France avec plus de 50 000 ventes,.

## Genèse
Après s'être absenté de la scène musicale depuis 2012 (après le Bercy de Sexion d'Assaut), Lefa fait son retour lors du Planète Rap de Black M avec un single Intro.
Le 18 septembre, Lefa sort son premier clip solo Quelques minutes qui est un extrait de son dernier disque en date.
Le 16 octobre. Lefa sort un autre extrait de cet opus, Masterchef. Le clip de ce dernier sortira un mois plus tard, le 4 novembre.
Le dernier extrait de son disque, 20 ans, sort le 19 novembre sous forme de clip. Lefa sort le 22 janvier, soit une semaine avant la sortie de son album, le titre En Terrasse.
Sur cet album, le titre Reste branché réunit plusieurs membres de la Sexion d'Assaut. C'est la première fois depuis L'Apogée sorti en 2012, que cinq membres de la Sexion d'Assaut collaborent sur un morceau.
Le 5 août 2016, soit six mois après sa sortie, l'album est certifié disque d'or par le SNEP,.

## Liste des titres
| No  | Titre                                      | Auteur                                              | Compositeur(s)                           | Durée |
| --- | ------------------------------------------ | --------------------------------------------------- | ---------------------------------------- | ----- |
| 1.  | Intro                                      | Lefa                                                | Stan E                                   | 3:18  |
| 2.  | Quelques minutes                           | Lefa, Barack Adama                                  | Jonathan Ntsimi Menyie, Lefa             | 3:49  |
| 3.  | 20 ans                                     | Lefa                                                | Lefa, Stan E, Hugo Nogam                 | 3:39  |
| 4.  | En terrasse                                | Lefa, Barack Adama, H-Magnum                        | Jonathan Ntsimi Menyie                   | 3:30  |
| 5.  | Cuba                                       | Lefa                                                | Jonathan Ntsimi Menyie                   | 3:32  |
| 6.  | Tournée des bars                           | Lefa                                                | Jonathan Ntsimi Menyie, Lefa             | 4:05  |
| 7.  | Plus l'time                                | Lefa                                                | Shyne Bangerz                            | 3:33  |
| 8.  | Tu vas prendre l'eau (feat. H Magnum)      | Lefa, H Magnum                                      | E.Rise & Doctness                        | 4:25  |
| 9.  | Masterchef                                 | Lefa                                                | Jonathan Ntsimi Menyie, Lefa             | 3:56  |
| 10. | Tu m'as volé                               | Lefa, Barack Adama                                  | Lefa, Renaud Rebillaud                   | 3:01  |
| 11. | Grandi trop vite                           | Lefa                                                | Jonathan Ntsimi Menyie, Lefa, Skalpovich | 3:52  |
| 12. | Fils d'Adam                                | Lefa                                                | Lefa, Stan E                             | 3:46  |
| 13. | Dernier arrêt (feat. Dadju & Abou Debeing) | Lefa, Dadju & Abou Debeing                          | Dany Synthé                              | 3:30  |
| 14. | Fantôme                                    | Lefa                                                | Skalpovich                               | 3:42  |
| 15. | Tout faux                                  | Lefa                                                | Lefa, Stan E                             | 3:26  |
| 16. | Reste branché (feat. Sexion d'Assaut)      | Lefa, Maître Gims, Jr O Crom, Black M, Barack Adama | Jonathan Ntsimi Menyie, Lefa             | 4:41  |
| 17. | Rappelle-la                                | Lefa, Barack Adama                                  | Lefa, Renaud Rebillaud                   | 3:50  |
| 18. | Monsieur Fall                              | Lefa                                                | Jonathan Ntsimi Menyie, Lefa             | 3:42  |

## Clips vidéos
- Quelques minutes, sorti le 18 septembre 2015
- Masterchef, sorti le 4 novembre 2015
- 20 ans, sorti le 19 novembre 2015
- En terrasse, sorti le 10 février 2016
- Dernier arrêt (feat. Dadju & Abou Debeing), sorti le 16 mars 2016
- Rappelle-la, sorti le 16 avril 2016
- Reste branché (feat. Sexion d'Assaut), sorti le 27 juin 2016
- Grandi trop vite[12], sorti le 29 juillet 2016

## Classements et certification

### Classements hebdomadaires
| Classements                  | Meilleure position |
| ---------------------------- | ------------------ |
| France (SNEP)                | 4                  |
| Suisse (Schweizer Hitparade) | 19                 |
| Suisse (Charts Romandie)     | 7                  |
| Belgique (Flandre Ultratop)  | 140                |
| Belgique (Wallonie Ultratop) | 10                 |

## Titres certifiés en France
- Rappelle-la  Or

### Certification
Dès la première semaine de sa sortie, l'album s'est écoulé à plus de 10 800 ventes. En septembre 2016, les ventes de l'album de Lefa s'élèvent à 50 000 exemplaires.
| Région        | Certification | Date        | Ventes |
| ------------- | ------------- | ----------- | ------ |
| France (SNEP) | Or            | 5 août 2016 | 50 000 |